# Parveen Babi
Parveen Babi (Junagadh, 4 april 1949 - Mumbai, 20 januari 2005) was een Indiaas filmactrice en model. Babi was vooral bekend om haar rollen in Hinditalige films in de jaren zeventig en begin jaren tachtig. In haar bijna tien jaar durende acteercarrière speelde ze in meer dan vijftig films, waarvan tien blockbusters.

## Biografie
Babi werd geboren in Junagadh in Gujarat, als enig kind van Vali Mohammed Khan Babi (overleden in 1959) en Jamal Bakhte Babi (overleden in 2001). Haar ouders waren moslim en behoorden tot een prominente stam van Pathanen uit de regio Junagadh.

## Carrière
Babi kreeg bekendheid voor haar rol als Neela in de dramafilm 'Majboor' (1974). In 1975 was ze de hoofdrolspeelster Anita, een prostitutee, in de actiefilm 'Deewaar' (1975). Ze verscheen daarna in veel succesvolle films in de jaren zeventig en begin jaren tachtig, met in het bijzonder de hoofdrol als Jenny in 'Amar Akbar Anthony' (1977), 'Anu in Suhaag' (1979), Anita in 'Kaala Patthar' (1979), Sheetal in 'The Burning Train' (1980), Sunita in 'Shaan' (1980), Shallini/Rani in 'Kaalia' (1981) en Nisha in 'Namak Halaal' (1982).
In 1983 'verdween' Babi uit de filmindustrie, zonder iemand op de hoogte te stellen van haar verblijfplaats. Veel van haar voltooide films werden in de daaropvolgende jaren uitgebracht, tot aan haar laatste film 'Akarshan' in 1988. Ze begon een carrière als binnenhuisarchitect in 1983.
Gedurende haar carrière stond ze bekend als een (mode-)icoon van de Indiase cinema.

## Privéleven
Parveen Babi is niet gehuwd geweest en heeft geen kinderen gekregen. Wel heeft ze relaties gehad met enkele bekende acteurs, waaronder Danny Denzongpa, Kabir Bedi en Mahesh Bhatt.
Babi bekeerde zich rond 1983 tot het christendom. Ze drukte de wens uit om begraven te worden volgens christelijke riten, maar haar familieleden die moslim waren, claimden haar lichaam na haar dood en begroeven haar volgens islamitische riten. Babi werd begraven op de Juhu Muslim begraafplaats in de wijk Santacruz in Mumbai.